# Јован Пачић
Јован Пачић (Баја, Угарска, 6. новембар 1771 — Будим, 4. децембар 1849) био је српски песник и сликар.

## Биографија
Потиче из старе бајске српске породице, чији су преци били мајстори (кројачи). Помиње се ту Георгије Пачић сабов, који је 1760. године добио мајсторско писмо, од цехмајстора сабова. После основне школе у бачком месту рођења - Баји, учио је и гимназију, можда и у Калочи и Будиму. Да би се ослободио сиромаштва, ступио је, 1792. или 1793. у војску, и као аустријски коњаник војевао је у француским ратовима. Напредовао је од простог војника "катане" до коњичког капетана; све по заслузи. Код Ваграма је 1812. задобио рану сабљом преко усана, а 1813. је отишао у пензију, једно због промрзлих ногу током бављења корпуса Шварценберговог у Русији, а друго, што ће бити главни разлог, због неких несугласица са претпостављенима.
Као умировљени "први" коњички капетан (Rittmeister), Јован Пачић је живео у Новом Саду дуго година, где га 1831. године срећемо као "адвоката". Срећемо га и у Суботици (1818), Дунафелдвару (1828), Ђуру (1828-1929), и напослетку (1838) у Будим. Много је читао, био пренумерант неких српских књига и листова. Од 1840. године биран је за почасног члана Матице српске, тада у Пешти. Био је дописни (коресподентни) члан Српског ученог друштва у Београду, од 1844. године до своје смрти (1850). Дочекао је старост као нежења; био висок и прав старац, веома образован-поткован историјски и војно, који је живео повучено, и због свог карактера, био поштован од свих са којима је имао додира. Умро је у познатој гостионици Код златног јелена Симе Игњатовића будимског сенатора, стрица Јакова Игњатовића, у Табану, где је становао неко време заједно са Симом Милутиновићем и Милованом Видаковићем, за време бомбардовања и јуриша Кошутових трупа на будимску тврђаву 1849. године. Сахрањен је будимском српском гробљу, близу свог великог пријатеља Симе Игњатовића.

## Стваралаштво
Пачић је објавио веома много стихова у Сербском летопису, Пештанско будимском скоротечи, у Српском народном листу и Магазину за художество и моду до 1842. Године 1827. је штампао у Будиму три свеске Сочиненија пјеснословска. Осим тога, оставио је иза себе доста рукописа, који су после нестали. Песме Јована Пачића су љубавне, винске, војничке, оде, елегије и епиграми. Спољашњи облик им је по узору савремених немачких романтичара. Пачићева поезија је кабинетска, до извесне мере прециозна, али јој се не може одрећи извесно осећање нежности и грациозности. Језик му је полународни, афектирано учени језик тадашњих образованих Срба грађана. Осећа се утицај славеносербског језика. Године 1828. Пачић је, у сарадњи са Јаном Коларом издао Именослов или речник лични имена разни народа словенски. Скупљао је у Будиму српске народне песме, које је онда певао свирајући гусле.
Јован Пачић је говорио и читао десетак језика (између осталог, латински, старогрчки, хебрејски и арапски), и сматран је за ретко образованог Србина, напредног националисту, који је гајио симпатије према Илирском покрету, премда Вуковој реформи није хтео да приђе. Дописивао се са Вуком Караџићем (1816). Почетком 19. века Будим и Пешта су били средиште српске књижевности, пошто су Јован Пачић, Сима Милутиновић и Милован Видаковић, као меродавни књижевни тријумвират, овде у заједници развијали своју активност. Пачић је први јужнословенски књижевник, који је почео да преводи Гетеа. Магарашевић га је назвао "Српски Тиртеј", након превођења неких Сапфиних песама - химни.
Младен Лесковац је у „Антологију старије српске поезије“ (Београд, 1953) уврстио и седам Пачићевих песама.

## Сликарство
Јован Пачић се бавио и сликарством. Махом је сликао акварелске пејзаже, које су савременици хвалили, а вели се, да је инжењерске нацрте и планове израђивао стручно. Веома су битни његови акварели о становницима његове родне Бачке. Веома прецизно, са много детаља сликао је народну и грађанску ношњу бачких Срба, Буњеваца, Немаца, Мађара и Француза. Ови акварели се данас чувају у Сечењијевој библиотеци у Будимпешти. Ове Пачићеве слике је у поменутој библиотеци открио уважени српски књижевник из Будимпеште Стојан Д. Вујичић.